# Tanaka Giichi
Nam tước Tanaka Giichi (田中 義一  22 tháng 6 năm 1864 – 29 tháng 9 năm 1929) là tướng lĩnh Lục quân Đế quốc Nhật Bản, chính trị gia, và Thủ tướng Nhật Bản từ 20 tháng 4 năm 1927 đến 2 tháng 7 năm 1929. Ông là người theo chủ nghĩa dân tộc và cũng là người đã khơi mào cho tư tưởng Chủ nghĩa quân phiệt Nhật Bản.
Tanaka nổi bật trong Chiến tranh Nga-Nhật và là thành viên của quân đội Nhật Bản đóng quân ở Mãn Châu vào đầu những năm 1900. Được bổ nhiệm làm Bộ trưởng Chiến tranh năm 1918, ông là một trong những người ủng hộ mạnh mẽ nhất việc Nhật Bản tham gia vào cuộc viễn chinh ở Siberia chống lại chế độ Xô Viết mới ở Nga. Các nhà lãnh đạo dân sự trong nội các cuối cùng đã đồng ý khi Hoa Kỳ và các nước phương Tây khác cũng gửi quân đến Nga, nhưng Tanaka, người có ước mơ về một đế chế Nhật Bản ở Siberia, đã âm mưu trong số các cộng sự quân sự của mình để gửi số lượng quân Nhật đến gấp nhiều lần. quân đội ban đầu đã đồng ý và giữ họ ở đó lâu sau khi các nước khác đã rút lực lượng.
Sau Thế chiến 1, Tanaka giữ chức Bộ trưởng lục quân trong Nội các của Thủ tướng Hara và Nội các của Thủ tướng Takahasi. Ngày 20 tháng 4 năm 1927, ông trở thành Thủ tướng Nhật Bản. Cùng năm, ông đã đệ trình lên Thiên hoàng Hirohito một kế hoạch bành trướng đối với Châu Á - Thái Bình Dương và tồn thế giới. Ngày 2 tháng 7 năm 1929, Tanaka bị buộc phải từ chức sau khi bị Thiên hoàng khiển trách về vụ ám sát tướng quân phiệt Trung Quốc Trương Tác Lâm ở Đông Bắc, Trung Quốc. Tanaka qua đời sau một cơn đau tim chỉ gần 3 tháng sau khi rời chức Thủ tướng.